# Heinrich Reif
Heinrich Reif (* 24. Juni 1881 in Nürnberg; † 19. August 1954 ebenda) war ein deutscher Brauerei- und Gutsbesitzer.  

## Leben
Nach dem Abitur am Realgymnasium in Augsburg studierte Heinrich Reif an den Universitäten München und Berlin Rechts- und Staatswissenschaften. 1903 wurde er im Corps Suevia München recipiert. Nach einer ersten praktischen Tätigkeit bei der Brauerei Dischinger in Darmstadt diente er 1904/05 als Einjährig-Freiwilliger beim Königlich Bayerischen 2. Ulanen-Regiment „König“ in Ansbach. Danach trat er in die väterliche Brauerei J. G. Reif in Nürnberg ein; zum Teilhaber und Leiter wurde er dort 1909. Er modernisierte die Brauereibetriebe nach neuesten technischen Errungenschaften und wandelte die 1520 als G. N. Kurz'sche Brauerei gegründete Firma, eine der ältesten Braustätten Nürnbergs, zu einer modernen Exportbier-Brauerei um. Bekannteste Marke war das Siechen Bier. 1931 fusionierte er mit der Nürnberger Aktienbrauerei zur Brauhaus Nürnberg J. G. Reif AG, einer der beiden Vorläufergesellschaften der 1966 als Brau AG entstandenen Tucher Bräu AG. Neben seiner Tätigkeit als Brauereiunternehmer wirkte er als Gutsbesitzer und Handelsrichter.
Am Ersten Weltkrieg nahm er als Offizier, zuletzt als Rittmeister der Reserve und Kolonnenführer teil.
Über viele Jahre war Reif Mitglied des geschäftsführenden Vorstandes des Bayerischen Brauerbundes und des Deutschen Brauereibundes sowie 1. Vorsitzender der Schutzverbandes der Vereinigten Brauereien von Nürnberg, Fürth und Umgebung. Weiterhin fungierte er als Vorstandsmitglied der Landesgewerbeanstalt Bayern in Nürnberg, des bayerischen Revisionsvereins, des Wirtschaftsrates der Bayerischen Volkspartei und des Bayerischen Industriellenverbandes. Er war 1. Vorsitzender der Industrie- und Handelsvereinigung Nürnberg und Umgebung und 2. Präsident des Nürnberger Rennvereins.

## Auszeichnungen
- vier Kriegsauszeichnungen
- 1923 Ernennung zum Kommerzienrat
- mehrere in- und ausländische zivile Auszeichnungen